# Matra
Matra (pełna nazwa: Mécanique Avion Traction) – francuskie przedsiębiorstwo specjalizujące się w aeronautyce i produkcji broni, producent samochodów drogowych i wyścigowych, konstruktor Formuły 1. Od roku 1994 członek Lagardère Group, działa obecnie pod tą nazwą.

## Matra Hautes Technologies
Matra Hautes Technologies (w skrócie MHT, dosł. Wyższe Technologie Matry) – oddział Matry, który specjalizował się w aeronautyce, telekomunikacji i produkcji broni. W lutym 1999 roku Matra Hautes Technologies połączyła się z firmą Aérospatiale, tworząc Aérospatiale-Matra. 10 lipca 2000 roku Aérospatiale-Matra stała się częścią EADS.

## Samochody Matra
Matra stała się znana we Francji na początku lat 60. XX wieku, kiedy to po zakupie firmy Automobiles René Bonnet zaczęła produkować udane samochody sportowe.
Na początku nazwę Matra stosowano na samochody Renault z silnikami Matra Djet.

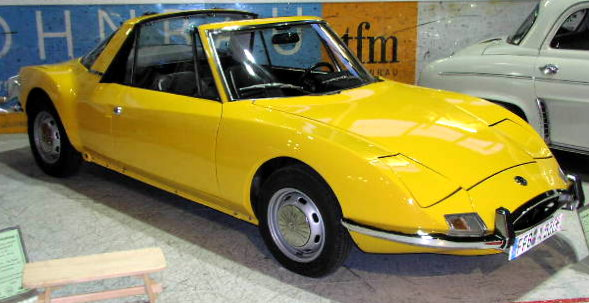
Matra 530

Djet został zastąpiony samochodem Matra 530, w którym znajdował się silnik V4 Forda Taunusa. W latach 70. Matra współpracowała z Simką, produkując samochody sportowe z silnikami Simca, takie jak Matra Bagheera, Matra Murena czy wczesny typ samochodu typu SUV – Matra Rancho.

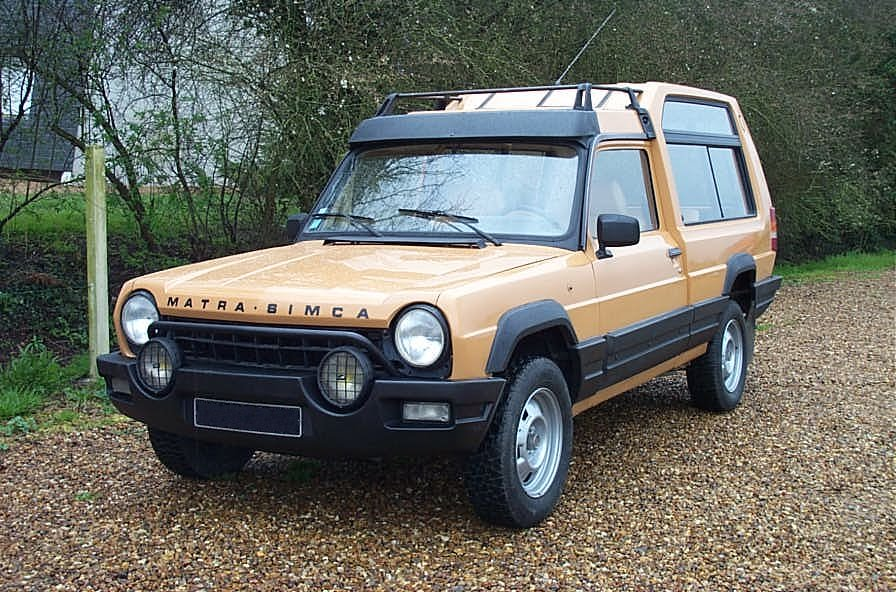
Matra Rancho

W roku 1984 Renault zaangażowało Matrę w budowę minivana Renault Espace.
Matra zaprojektowała i zbudowała też model Renault Avantime, ale po kiepskich wynikach sprzedaży 27 lutego 2003 firma ogłosiła zamknięcie fabryki w Romorantin. We wrześniu 2003 roku Pininfarina SpA nabyła inżynierię, badania i przedsięwzięcia Matry. Nowo powstała firma została nazwana Matra Automobile Engineering.
Modele Matry:
- Matra Djet (1962–1967)
- Matra 530 (1967–1973)
- Matra Bagheera (1973–1980)
- Matra Murena (1980–1983)
- Matra Rancho (1977–1984)
- Renault Espace (1984–2003)
- Renault Avantime (2001–2003)

## Matra w wyścigach samochodowych
W połowie lat 60. Matra odnosiła spore sukcesy w Formule 3 i Formule 2, głównie dzięki ich samochodowi MS5, opartym na monocoque. W Formule 1 zespół Mécanique Avion TRAction zadebiutował w sezonie 1966 w Grand Prix Niemiec, a jego kierowcami byli Francuzi: Jo Schlesser i Jean-Pierre Beltoise. Wyścig w Niemczech był jednak jedynym wyścigiem Matry w tamtym sezonie. Jako fabryczny zespół Matra startowała w latach 1966 – 1972, zdobywając łącznie w 51 Grand Prix (74 starty) 55 punktów. Kierowcami Matry byli Francuzi: Jo Schlesser, Jean-Pierre Beltoise, Johnny Servoz-Gavin, Henri Pescarolo oraz Nowozelandczyk Chris Amon.

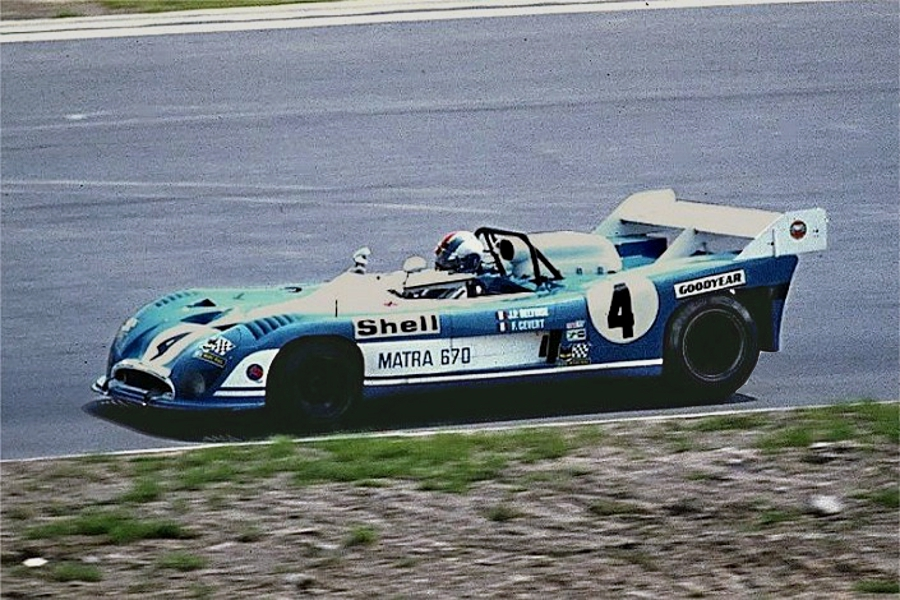
François Cevert w Matrze 670 podczas wyścigu 1000 km Nürburgring w 1973 roku

Mimo tych nierewelacyjnych wyników Matra figuruje jako mistrz świata konstruktorów Formuły 1 w sezonie 1969. Wynika to stąd, iż w latach 1966–1970 Matra dostarczała zespołowi Tyrrell swoje samochody, przemianowując nazwę zespołu na Matra International. W sezonie tamtym Matra odniosła 6 zwycięstw, zdobyła 66 punktów, co dało jej 17 punktów przewagi nad drugim Brabhamem i tytuł mistrzowski. Ponadto tytuł mistrza świata zdobył wtedy kierowca Matry, Brytyjczyk Jackie Stewart. Po sezonie 1972 zespół wycofał się z Formuły 1 jako konstruktor.
Matra dostarczała silniki zespołowi Ligier w latach 1976–1978 i 1981–1982.
Samochód Matra 670 wygrywał wyścig 24 godziny Le Mans w latach 1972–1974.

## Inne przedsięwzięcia
- Matra Alice (komputer osobisty);

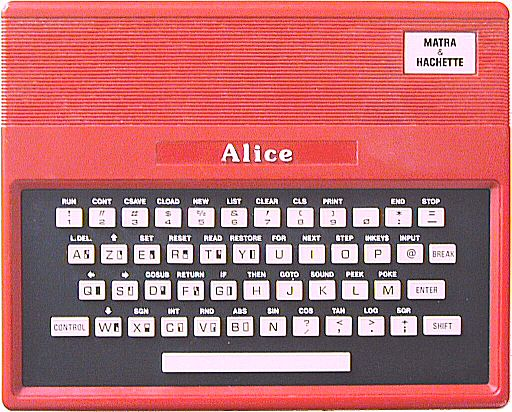
Komputer Matra Alice

- VAL (nie wymagające kierowcy ogumione metro);
- Aramis (system Personal Rapid Transit, nie wszedł do produkcji).